# Aponogeton fotianus
Aponogeton fotianus là một loài thực vật có hoa trong họ Aponogetonaceae. Loài này được J.Raynal mô tả khoa học đầu tiên năm 1970.